# Morinda peduncularis
Morinda peduncularis är en måreväxtart som beskrevs av Carl Sigismund Kunth. Morinda peduncularis ingår i släktet Morinda och familjen måreväxter. Inga underarter finns listade i Catalogue of Life.